# Belić
Pour les articles homonymes, voir Belić (homonymie).
Belić (en serbe cyrillique : Белић) est un village de Serbie situé sur le territoire de la Ville de Valjevo, district de Kolubara. Au recensement de 2011, il comptait 111 habitants.

## Démographie
| 1948 | 1953 | 1961 | 1971 | 1981 | 1991 | 2002 | 2011 |
| ---- | ---- | ---- | ---- | ---- | ---- | ---- | ---- |
| 142  | 140  | 135  | 133  | 118  | 113  | 124  | 111  |

|  |

## Galerie

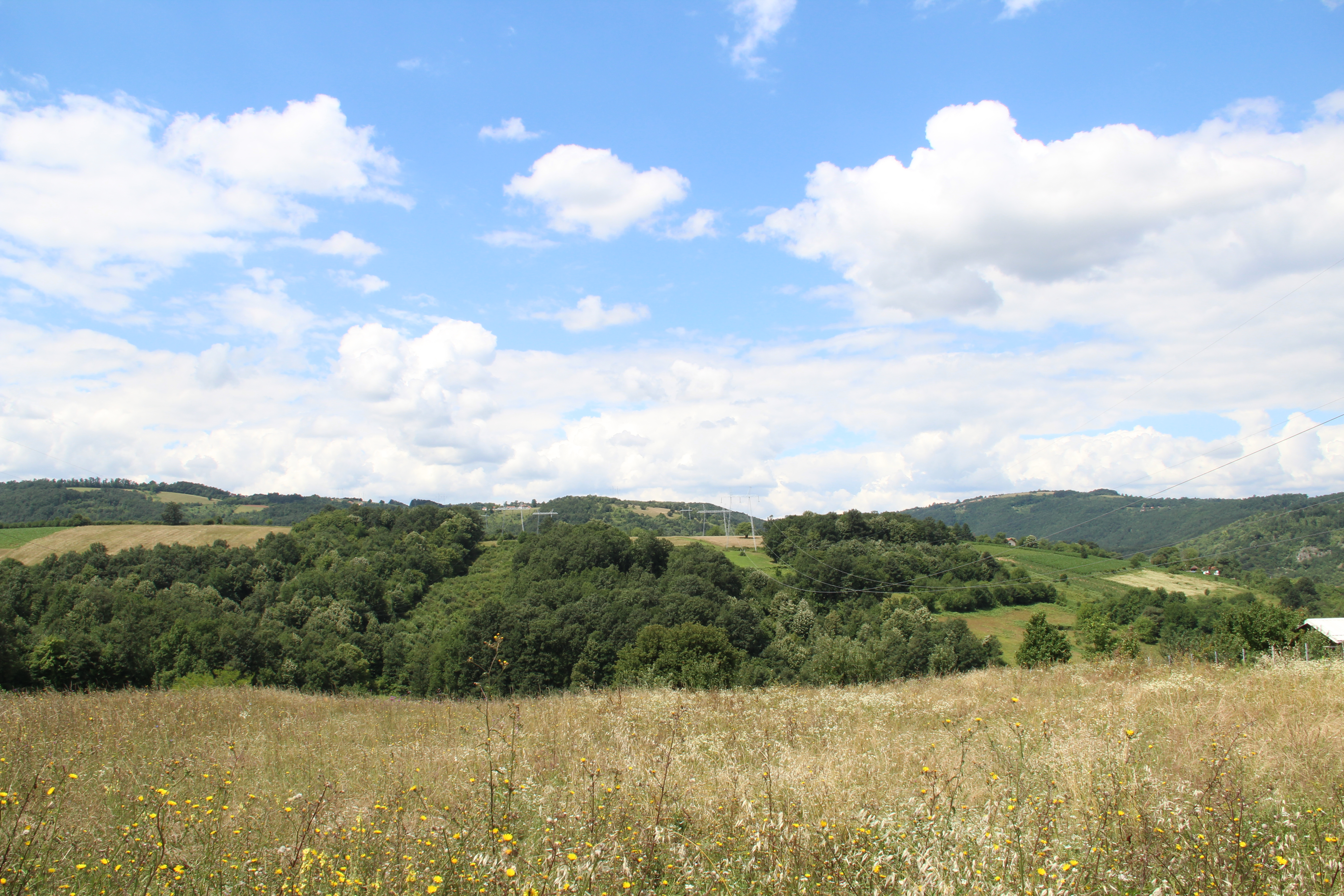
Belić - panorama
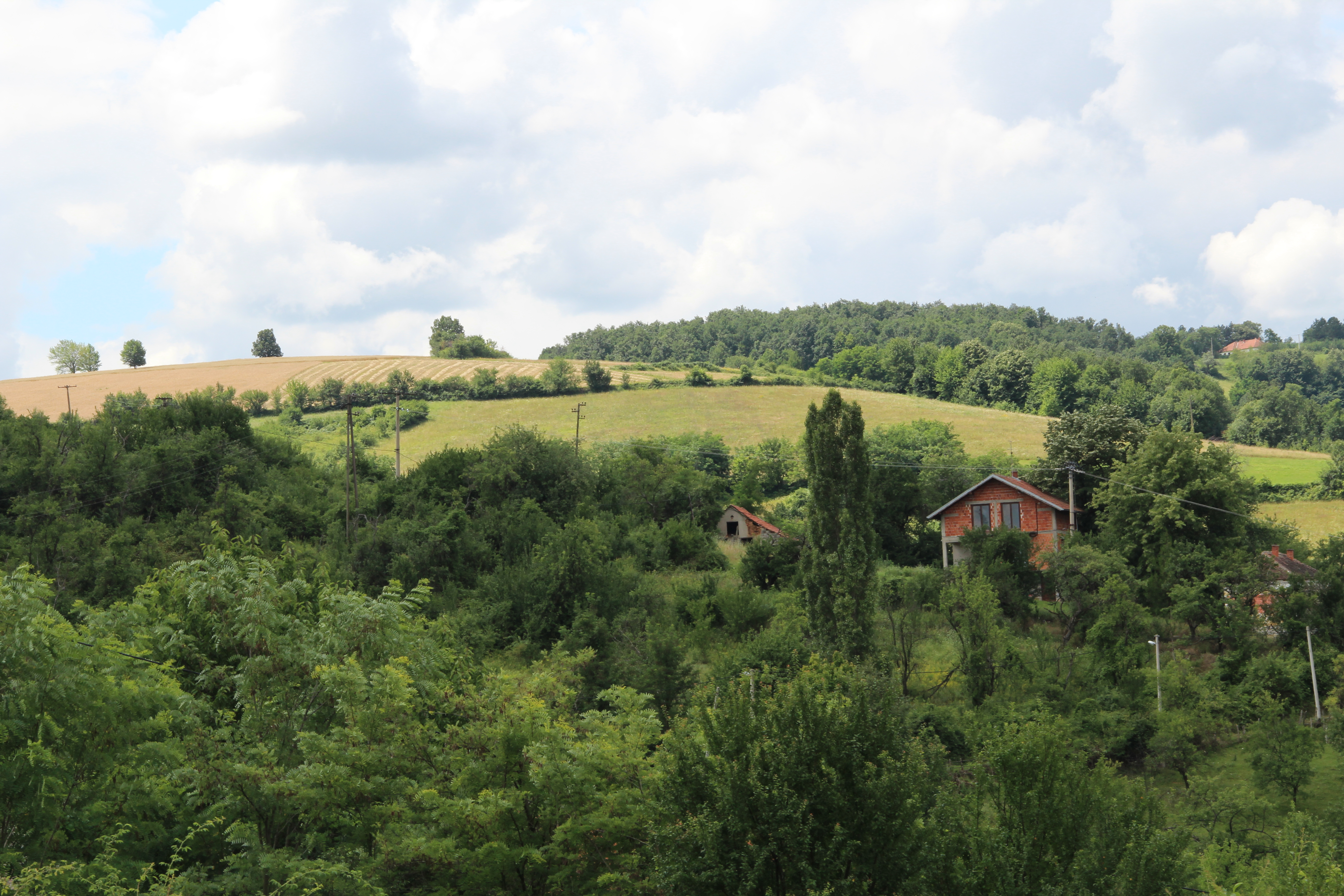
Belić - panorama
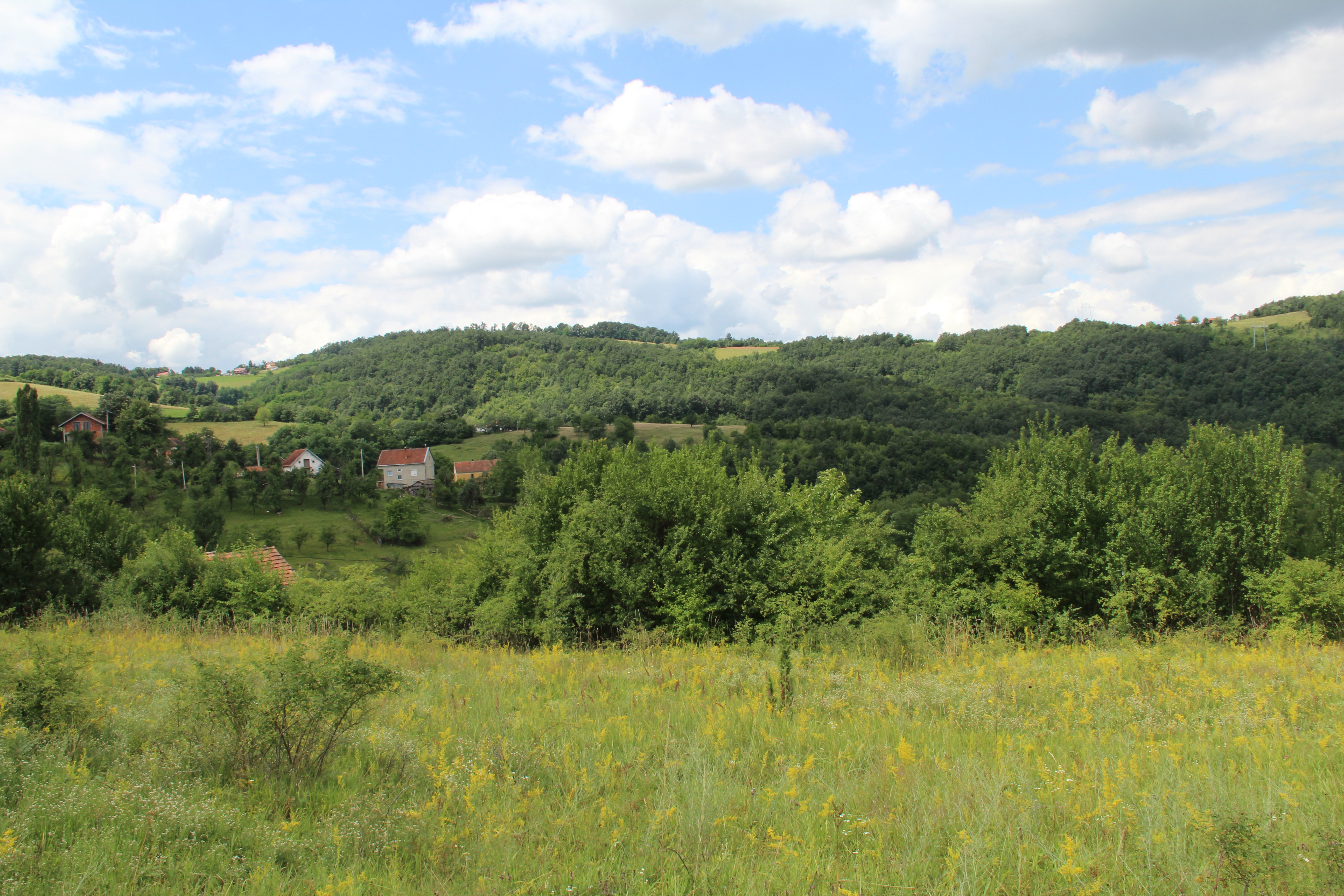
Belić - panorama
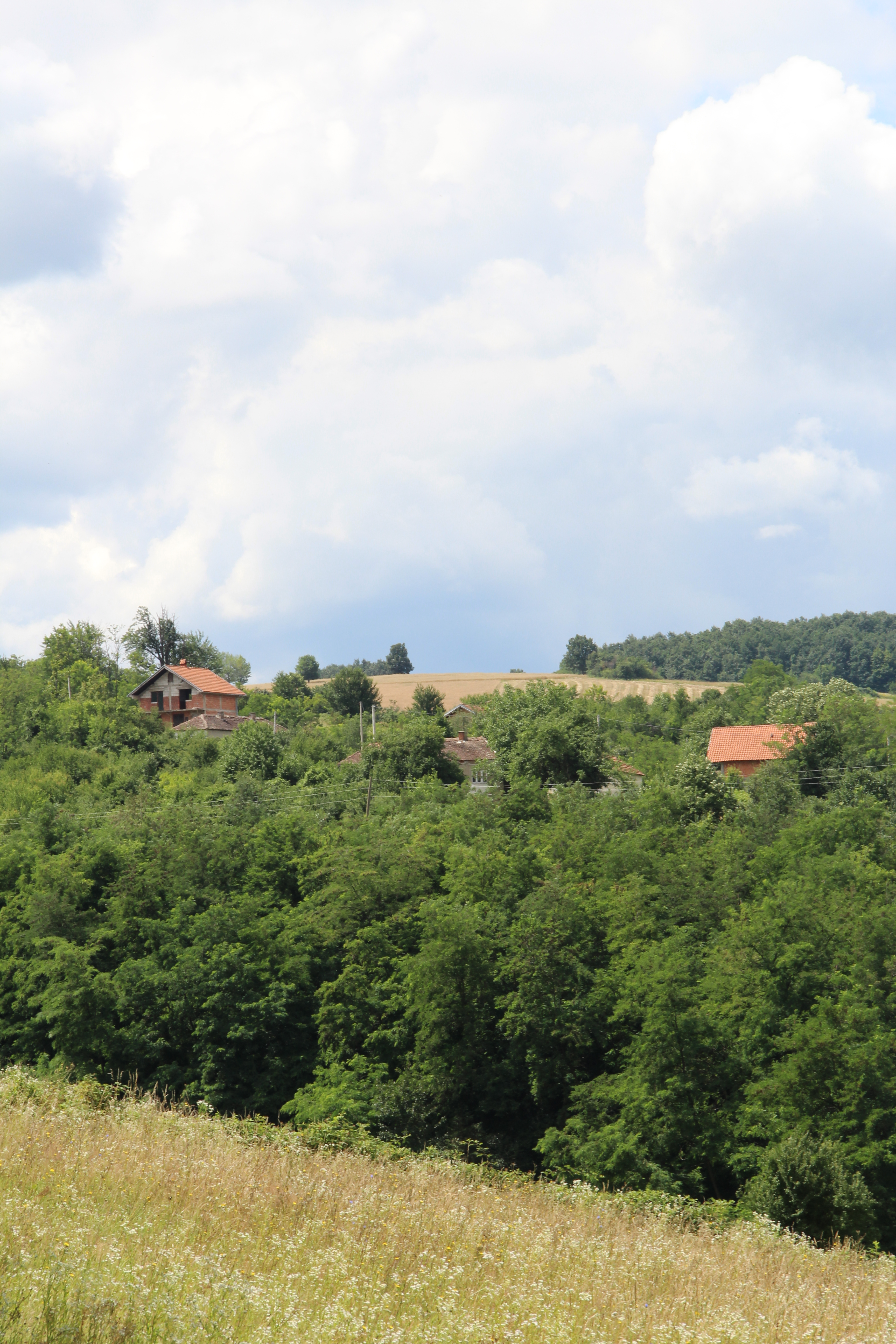
Belić - panorama
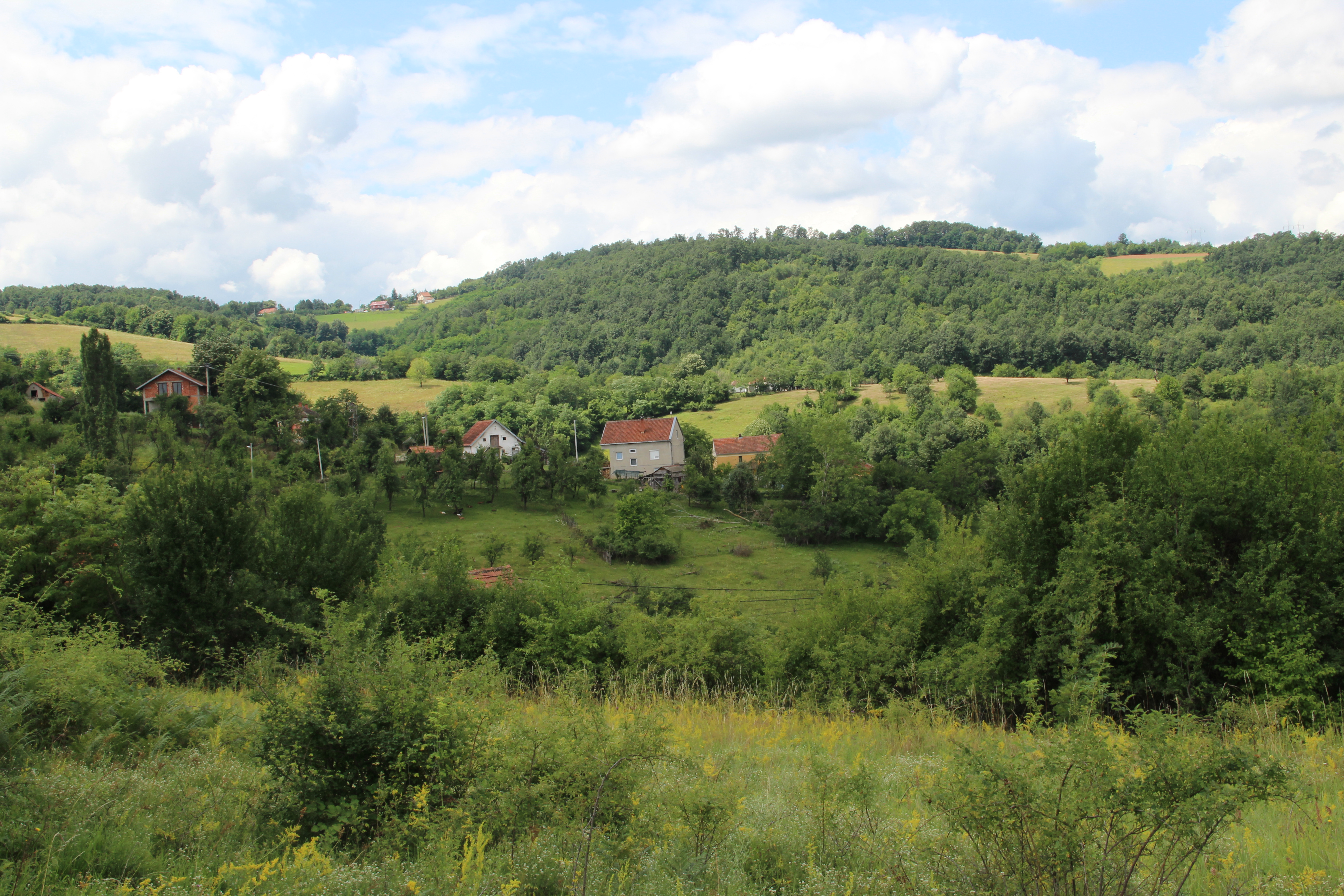
Belić - panorama
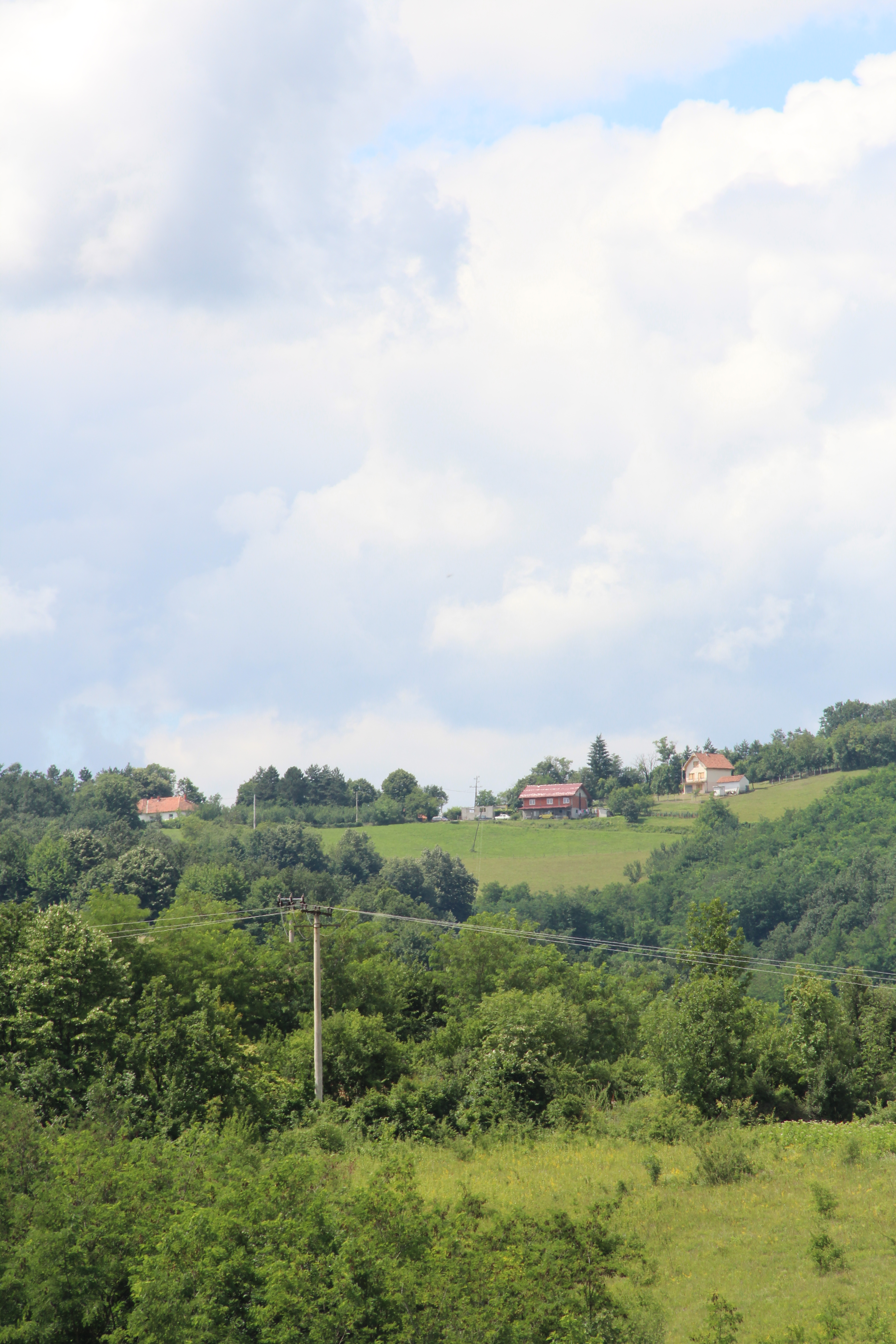
Belić - panorama